# Irmtrud Wojak

Irmtrud Wojak (* 1. Januar 1963) ist eine deutsche Historikerin und Ausstellungskuratorin. Sie war von Ende März 2009 bis November 2011 Gründungsdirektorin des  NS-Dokumentationszentrums (München). 2013 gründete sie die gemeinnützige Buxus Stiftung mit dem Ziel, ein an den Menschenrechten orientiertes Handeln zu fördern. 2019 initiierte sie das Fritz Bauer Forum in Bochum.

## Leben
Irmtrud Wojak studierte Geschichte, Sozial- und Wirtschaftsgeschichte sowie Politikwissenschaft an der Ruhr-Universität Bochum. Sie promovierte mit einer Arbeit zur deutschen jüdischen und politischen Emigration während der NS-Zeit nach Chile, ebenfalls in Bochum. Anschließend absolvierte sie mehrere Forschungsaufenthalte in Uruguay, Argentinien sowie den Niederlanden, um die Geschichte von Holocaust-Überlebenden näher zu erforschen. Sie erhielt unter anderem Stipendien an der Holocaustgedenkstätte Yad Vashem in Jerusalem und am United States Holocaust Memorial Museum in Washington. Wojak war Mitgründerin und viele Jahre Vorsitzende des Vereins „Erinnern für die Zukunft e. V.“, der sich dafür einsetzte, dass die Überlebenden des Holocaust aus Bochum und Wattenscheid zu Besuch in ihre frühere Heimatstadt eingeladen wurden.
Am Fritz Bauer Institut in Frankfurt a. M. setzte sich Wojak besonders für die Erforschung von Leben und Werk des Namensgebers ein. Sie publizierte zusammen mit Joachim Perels ausgewählte Schriften Bauers („Die Humanität der Rechtsordnung“) und erforschte auf dessen Spuren die verschiedenen Selbstzeugnisse des Deportationsspezialisten Adolf Eichmann („Eichmanns Memoiren“), die ihr das Israelische Staatsarchiv als erster Historikerin zugänglich machte. Wojak arbeitete an der Transkription der Tonbänder des ersten Frankfurter Auschwitz-Prozesses mit und kuratierte 2004 zusammen mit dem belgischen künstlerischen Kurator Erno Vroonen die erste große Ausstellung mit zeitgenössischer Kunst zum Auschwitz-Prozess („Auschwitz-Prozess. 4 Ks 2/63. Frankfurt am Main“). 2008 kündigte sie am Fritz Bauer Institut und habilitierte sich im selben Jahr mit einer Biografie über Fritz Bauer an der Leibniz Universität Hannover. Als Leiterin des Bereiches Forschung und Mitglied der Geschäftsleitung beim International Tracing Service (ITS) in Bad Arolsen sorgte sie dort 2008/09 für den Aufbau einer wissenschaftlichen Bibliothek und trug mit zur Öffnung des Archivs für die Forschung bei.
2014/15 entwickelte und erprobte Wojak im Zuge ihrer Erforschung der Geschichte der gescheiterten Entnazifizierung das Konzept der Interaktiven Fritz Bauer Bibliothek (IFBB) mit Überlebensgeschichten weltweit. Sie erhielt für ihre Forschungen ein einjähriges Stipendium am Radcliffe Institute for Advanced Study der Harvard-Universität. Überlebensgeschichten sind für Wojak Geschichten von Menschen, die für ihre und/oder die Rechte von anderen Menschen Widerstand leisten, und dies unter Risiken und nicht selten auch Lebensgefahr. Das digitale Projekt der IFBB ging 2019 in Bochum online. Das war auch das Jahr, in dem sie in Bochum einen Ort für das geplante Fritz-Bauer-Forum fand.
Irmtrud Wojaks Forschungsschwerpunkte sind die
- Geschichte des Nationalsozialismus und des Holocaust
- Exilforschung und Erinnerungskulturen (Transitional Justice)
- Geschichte der Bundesrepublik, insbesondere die juristische Zeitgeschichte

## Gründungsdirektorin des NS-Dokumentationszentrums München
Irmtrud Wojak wurde 2009 zur Gründungsdirektorin des geplanten NS-Dokumentationszentrums in München berufen. Um den Namen des geplanten NS-Dokumentationszentrums und das Konzept für die Ausstellung kam es zu heftigen Auseinandersetzungen zwischen einzelnen Münchener Stadträten, dem Kuratorium des Zentrums und Wojak. Diese sprach sich gegen einen Namen aus, der das Kürzel „NS“ enthalte, auch wenn das Zentrum von Beginn an unter dem Arbeitsnamen „NS-Dokumentationszentrum“ geplant war. Im englischsprachigen Raum und in Israel, insbesondere gegenüber den Überlebenden, hielt Wojak den Sprachgebrauch für falsch da dieses Kürzel auch im Nationalsozialismus üblich war. Diese Ansicht teilten nicht nur Wojak, sondern auch das Kuratorium und Münchens damaliger Oberbürgermeister Christian Ude. Der Münchener Stadtrat Marian Offman betonte damals, dass nicht alle Überlebenden sich gegen das Kürzel ausgesprochen hätten. Schlussendlich wurde eine alternative Benennung der Einrichtung, etwa Forschungszentrum zur Geschichte des Nationalsozialismus, von allen Parteien außer der SPD abgelehnt. Ablehnung erfuhr damit auch Wojaks Ansatz das Zentrum sowie die Dauerausstellung stärker auf eine aktuelle Auseinandersetzung mit dem Nationalsozialismus auszurichten und das „Nie Wieder!“ der Überlebenden in das jetzt zu übertragen. Wojak sah in der Auseinandersetzung um den Namen und ihr Konzept, das in der Schublade des Münchner Kulturreferats blieb, eine offene politische Auseinandersetzung.
Ende Oktober 2011 wurde Irmtrud Wojak von ihren Aufgaben als Direktorin des NS-Dokumentationszentrums freigestellt.
Mitte November 2011 kam es zur Einigung und einer gemeinsamen Pressemitteilung von Wojak und der Stadt München, in der von den „nachhaltig unterschiedlichen Auffassungen“ zwischen Wojak und den beratenden Gremien über die „Ausrichtung, die Inhalte und die Funktion“ des geplanten Zentrums die Rede ist, aufgrund derer eine Trennung erfolgte.

## Gründerin der Buxus Stiftung und des Fritz Bauer Forums
2012 entwickelte Wojak die Ideen zu einer Fritz Bauer Bibliothek, einem interaktiven Forschungsprojekt, das weltweit Geschichten vom Widerstand und Überleben dokumentiert. Um dieses Projekt zu verwirklichen, gründete sie 2013 die Buxus Stiftung. Zwischen 2014 und 2015 erhielt Wojak ein einjähriges Forschungsstipendium am renommierten Radcliffe Institute for Advanced Studies der Harvard-Universität, welches ihr die Erprobung des Projekts ermöglichte. 2017 wurde das Projekt mit einem internationalen Forschungsseminar am Radcliffe Institute ausgezeichnet und ging 2019 unter dem Namen Interaktive Fritz Bauer Bibliothek online.
Noch im gleichen Jahr stieß Wojak auf das Gelände der ehemaligen Trauerhalle Havkenscheid im Bochumer Osten. Dort entsteht seit 2021 das Fritz Bauer Forum.

## Ehrungen
- 2014: Als erste deutsche Historikerin wurde Wojak zum Fellow am Radcliffe Institute for Advanced Study an der Harvard University ernannt.[7]

## Veröffentlichungen

### Monografien und Mitautorschaften
- Günter Gleising, Klaus Kunold, Sabine Wehenkel, Susanne Willems, Irmtrud Wojak: Die Verfolgung der Juden in Bochum und Wattenscheid. Die Jahre 1933–1945 in Berichten, Bildern und Dokumenten. Wurf-Verlag, Münster 1993, 72 S., ISBN 978-3-923881-50-5.
- Exil in Chile. Die deutsch-jüdische und politische Emigration während des Nationalsozialismus 1933–1945. Metropol-Verlag, Berlin 1994, ISBN 3-926893-25-7.
- ZIMMERDENKMÄLER. Hrsg. von Rafael von Uslar und Irmtrud Wojak. Essen: Klartext, 1995, 71 S. (Ausstellungskatalog) ISBN 978-3-88474-296-9
- „Geliebte Kinder ...“. Briefe aus dem Amsterdamer Exil in die Neue Welt 1939–1943. Hrsg. von Irmtrud Wojak und Lore Hepner. Klartext-Verlag, Essen 1995, 262 S., ISBN 978-3-88474-274-7.
- Vom Umgang mit der Geschichte – Der Besuch der jüdischen Emigranten und Überlebenden des Holocaust in Bochum. Hrsg. v. Irmtrud Wojak und Hubert Schneider. Essen: Klartext, 1996, 157 S. (mit einer Einführung von I. Wojak, „Vom Umgang mit der Geschichte“, S. 9–20) ISBN 978-3-88474-473-4
- Fritz Bauer, Die Humanität der Rechtsordnung. Ausgewählte Schriften. Hrsg. und eingeleitet von Joachim Perels und Irmtrud Wojak. Campus-Verlag, Frankfurt am Main, New York 1998, ISBN 3-593-35841-7.
- „Gerichtstag halten über uns selbst…“. Geschichte und Wirkung des ersten Frankfurter Auschwitz-Prozesses. Hrsg. von Irmtrud Wojak (Jahrbuch 2001 zur Geschichte und Wirkung des Holocaust). Campus-Verlag, Frankfurt am Main, New York 2001, 356 S., ISBN 978-3-593-36721-7.
- Eichmanns Memoiren. Ein kritischer Essay. Campus-Verlag, Frankfurt am Main 2001, ISBN 3-593-36381-X.
- Im Labyrinth der Schuld. Täter – Opfer – Angeklagte. Hrsg. von Irmtrud Wojak und Susanne Meinl (Jahrbuch 2003 zur Geschichte und Wirkung des Holocaust). Campus-Verlag, Campus-Verlag, Frankfurt am Main, New York 2003, 364 S., ISBN 978-3-593-37373-7.
- Auschwitz-Prozeß. 4 Ks 2/63. Frankfurt am Main. Hrsg. von Irmtrud Wojak. Snoeck-Verlag, Köln 2004, 871 S., ISBN 978-3-936859-08-9.
- Fritz Bauer 1903–1968. Eine Biographie. Originalausgabe C.H. Beck, München 2009, 2. Neuauflage, Buxus Edition, Eschenlohe 2019, 613 S., ISBN 978-3-9817614-4-3.
- Fritz Bauer 1903-1968. The prosecutor who found Eichmann and put Auschwitz on trial. Munich: Buxus Edition, 2019, 598 pp. ISBN 978-3-9817614-1-2
- Interessen, Strukturen und Entscheidungsprozesse! Für eine politische Kontextualisierung des Nationalsozialismus. Hrsg. v. Manfred Grieger, Christian Jansen und Irmtrud Wojak. Klartext-Verlag, Essen 2010, 202 S., ISBN 978-3-8375-0403-3.

### Herausgeberschaften
- „Arisierung“ im Nationalsozialismus. Volksgemeinschaft, Raub und Gedächtnis. Hrsg. von Irmtrud Wojak und Peter Hayes (Jahrbuch 2000 zur Geschichte und Wirkung des Holocaust). Campus-Verlag, Frankfurt am Main, New York 2000, S. 312 S., ISBN 978-3-88377-672-9.
- Jüdische Emigration zwischen Assimilation und Verfolgung, Akkulturation und jüdischer Identität. Hrsg. von Claus-Dieter Krohn, Erwin Rotermund, Lutz Winckler, Irmtrud Wojak und Wulf Koepke (Exilforschung. Ein internationales Jahrbuch, Bd. 19, 2001). Edition text+kritik, München 2001, 294 S., ISBN 978-3-88377-672-9.
- Grenzenlose Vorurteile. Antisemitismus, Nationalismus und ethnische Konflikte in verschiedenen Kulturen. Hrsg. von Irmtrud Wojak und Susanne Meinl (Jahrbuch 2002 zur Geschichte und Wirkung des Holocaust). Campus-Verlag, Frankfurt am Main, New York 2002, 304 S., ISBN 978-3-593-37019-4.
- Metropolen des Exils. Hrsg. von Claus-Dieter Krohn, Erwin Rotermund, Lutz Winckler, Irmtrud Wojak und Wulf Koepke (Exilforschung. Ein internationales Jahrbuch, Bd. 20, 2002). Edition text+kritik, München 2002, 310 S., ISBN 978-3-88377-712-2.
- Film und Fotografie. Hrsg. von Claus-Dieter Krohn, Erwin Rotermund, Lutz Winckler, Irmtrud Wojak und Wulf Koepke (Exilforschung. Ein internationales Jahrbuch, Bd. 20, 2003). Edition text+kritik, München 2003, 296 S., ISBN 978-3-88377-746-7.
- Völkermord und Kriegsverbrechen in der ersten Hälfte des 20. Jahrhunderts. Hrsg. von Irmtrud Wojak und Susanne Meinl (Jahrbuch 2004 zur Geschichte und Wirkung des Holocaust). Campus-Verlag, Frankfurt am Main, New York 2004, 339 S., ISBN 978-3-593-37282-2.
- William A. Schabas, Der Prozess gegen den Kaiser. Hrsg. von Irmtrud Wojak, Joaquín Gonzáles Ibáñez und Holger Buck (Reihe: Literatur und Menschenrechte), Buxus Edition, Eschenlohe 2021, 530 S., ISBN 978-3-949379-06-2.
- Raphael Lemkin, Ohne Auftrag. Die Biographie von Raphael Lemkin. Hrsg. von Irmtrud Wojak und Joaquín Gonzáles Ibáñez (Reihe: Literatur und Menschenrechte). Buxus Edition, Eschenlohe 2020, 421 S., ISBN 978-3-9817614-3-6.
- Aryeh Neier, Meinen Feind verteidigen: Amerikanische Nazis, der Fall Skokie und die Risiken der Freiheit. Hrsg. von Irmtrud Wojak, Joaquín Gonzáles Ibáñez und Holger Buck (Reihe: Literatur und Menschenrechte). Buxus Edition, Eschenlohe 2021, 294 S., ISBN 978-3-9817614-7-4.
- Giorgio Acquaviva, Antonio Cassese: Nachdenken über Menschenrechte. Hrsg. von Irmtrud Wojak, Joaquín Gonzáles Ibáñez und Holger Buck (Reihe Literatur und Menschenrechte). Buxus Edition, Eschenlohe 2021, 365 S., ISBN 978-3-949379-01-7.
- Amineh Kakabaveh und Johan Ohlson, Amineh – „Nicht größer als eine Kalaschnikow“. Eine Peshmerga im Parlament. Hrsg. von Irmtrud Wojak (Reihe: Fritz Bauer Bibliothek). Buxus Edition, Bochum 2022, 320 S., ISBN 978-3-949379-05-5.
- Amineh Kakabaveh und Johan Ohlson, Amineh – “No bigger than a Kalashnikov”. A Peshmerga in Parliament. Edited by Irmtrud Wojak. (Series: Fritz Bauer Library), Buxus Edition. Bochum 2021, 286 S., ISBN 978-3-949379-03-1.
- Dorothy James, Voll Hunger und voll Brot. Die Welt des Jura Soyfer 1912–1939. Hrsg. von Irmtrud Wojak (Reihe: Fritz Bauer Bibliothek). Buxus Edition, Bochum 2021, 178 S., ISBN 978-3-9817614-8-1.
- Gabriela Brimmer und Elena Poniatowska, Zu leben, zu kämpfen und wir selbst zu sein – Autobiografie. Hrsg. von Irmtrud Wojak (Reihe: Fritz Bauer Bibliothek). Buxus Edition, Bochum 2022, 212 S., ISBN 978-3-949379-02-4.
- Héctor Abad Faciolince, Am Ende wartet das Vergessen. Eine Geschichte aus Kolumbien. Hrsg. von Irmtrud Wojak (Reihe: Fritz Bauer Bibliothek). Buxus Edition, Bochum 2022, 208 S., ISBN 978-3-949379-07-9.
- Jami B. Raskin, Das Undenkbare. Trauma, Tatsachen und die Tücken der amerikanischen Demokratie. Hrsg. v. Irmtrud Wojak, Joaquín González Ibáñez und Holger Buck. Buxus Edition: Bochum 2023, 495. S. ISBN 978-3-949379-09-3
- Jorge Montealegre, Nationalstadion 1973. Autobiographischer Essay. Hrsg. von Irmtrud Wojak (Reihe: Fritz Bauer Bibliothek). Buxus Edition, Bochum 2023, 192. S. ISBN 978-3-949379-13-0
- Elisabeth Käsemann Stiftung (Hrsg.), Verschwunden und ermordet. Europäische Opfer des geheimen Haft- und Folterlagers El Vesubio in Argentinien. (Reihe: Fritz Bauer Bibliothek). Buxus Edition, Bochum 2023, 143 S. ISBN 978-3-949379-11-6

### Übersetzungen
- Dorothy James, Voll Hunger und voll Brot. Die Welt des Jura Soyfer 1912–1939. Übersetzung Irmtrud Wojak. Hrsg. von Irmtrud Wojak (Reihe: Fritz Bauer Bibliothek) Buxus Edition, Bochum 2021, 178 S., ISBN 978-3-9817614-8-1.
- Lotte Strauss, Über den grünen Hügel: Erinnerungen an Deutschland. Übersetzung Irmtrud Wojak und Irmhild Wojak. Metropol-Verlag, Berlin 1997, 240 S., ISBN 978-3-926893-37-6